# 29514 Karatsu
29514 Karatsu è un asteroide della fascia principale. Scoperto nel 1997, presenta un'orbita caratterizzata da un semiasse maggiore pari a 2,9419432 UA e da un'eccentricità di 0,1661099, inclinata di 15,27306° rispetto all'eclittica.